# Steñka Razin
Stepán (Stenka) Timoféyevich Razin (en ruso: Степан (Стенька) Тимофеевич Разин; 1630 - 16 de junio de 1671) fue un líder de los cosacos del Don y héroe popular que condujo una gran sublevación contra la nobleza y la burocracia del zar en el sur de Rusia.

## Primeras referencias
La primera referencia a él data de 1661, cuando aparece como enviado en una misión diplomática de los cosacos del Don ante los tártaros kalmukios. El mismo año Razin realizó un peregrinaje al gran monasterio de Solovetsky, en el mar Blanco, por motivos espirituales. Después todo rastro suyo se pierde por seis años, hasta que reaparece como líder de una comunidad de ladrones y perseguidos, establecida en Panshinskoye, en los pantanos entre los ríos Tishiná e Ilovlya, desde donde impuso peaje a todas las embarcaciones que subían y bajaban el Volga. 
Una larga guerra con Polonia (1654 a 1667) y Suecia (1656 a 1658) impuso cargas demasiado pesadas al pueblo ruso: impuestos crecientes y reclutamientos forzosos. Muchos campesinos, en la esperanza de escapar de estas miserias, enfilaban hacia el sur y se unían a los cosacos de Razin. Muchos otros también su sumaron al grupo en su calidad de opositores y perseguidos por el gobierno ruso, incluyendo gente de las clases más bajas, así como los representantes de los grupos étnicos no rusos que eran oprimidos. 
La primera hazaña considerable de Razin fue asaltar y destruir la gran caravana del río, conformada por los lanchones remolcados del zar, del patriarca y de los comerciantes ricos de Moscú. Razin entonces navegó Volga abajo, con una flota de treinta y cinco galeras, capturando las fortalezas más importantes y devastando el país. A principios de 1668, derrotó al voivoda Yákov Bezobrazov, enviado contra él desde Astracán. Tras esta victoria emprendió de inmediato una expedición de saqueo por las provincias del norte de Persia, que duró dieciocho meses.

## Expedición a Persia

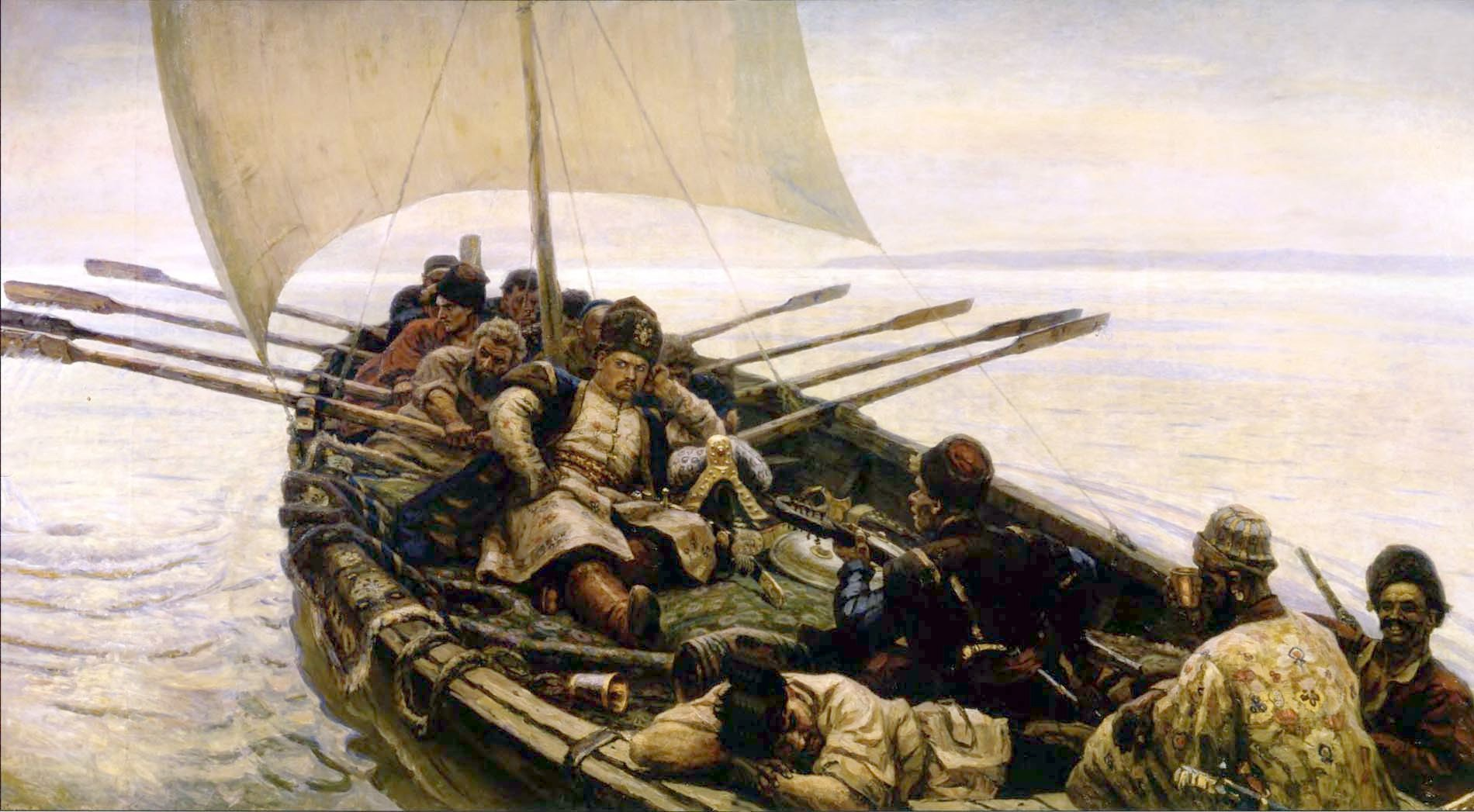
Stenka Razin en el mar Caspio (Vasili Súrikov).

Navegando por el mar Caspio, asoló las costas persas de Derbent a Bakú, masacró a los habitantes del gran emporio de Rasht, y a principios de 1669 se estableció en la isla de Suina, en donde, en julio, aniquiló una flota persa enviada contra él. Stenka Razin, como ya le llamaban generalmente, era ahora un jefe poderoso, que los príncipes locales no trataban con desdén.
En agosto de 1669 reapareció en Astracán y aceptó una oferta de perdón que le envió el zar  Alejo I. Sus aventuras ya fascinaban al pueblo. En la región rusa de la frontera de Astracán, donde la ley era débil, existía un ambiente general de pillaje y mucha gente seguía siendo nómada, era el entorno natural para una futura rebelión.

## La rebelión

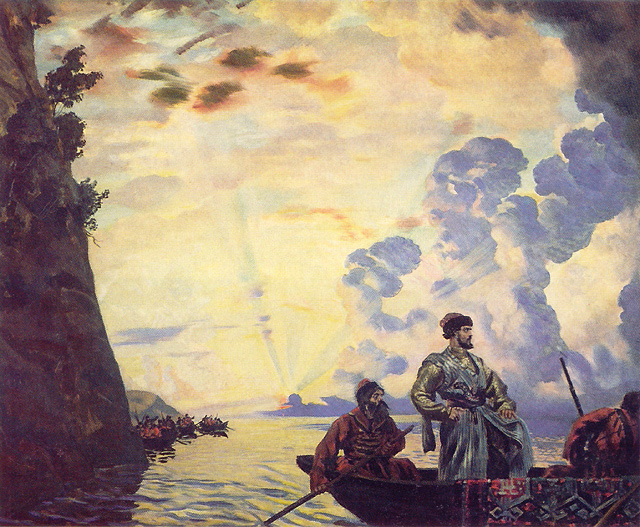
Stepán Razin, cuadro de Borís Kustódiev.

Proclamó en 1670 la República Cosaca y se sublevó contra el zar establecido en Moscú, formando un ejército de cosacos para combatir a los boyardos y a la aristocracia; Stenka Razin dirigió sus tropas primeramente hacia el emporio comercial de Astracán, atacándolo con grandes fuerzas y tomándolo en 1670, masacrando a toda la población que se opuso a su avance y saqueando la ciudad. En Astracán, Stenka Razin proclamó la abolición de la esclavitud, el principio de igualdad y el fin de los privilegios. Organizó un ejército popular que en una serie de violentos ataques tomó Tsaritsyn (hoy Volgogrado), Sarátov y Samara, saqueando todas estas localidades y siguiendo con sus tropas el curso norte del río Volga. Envió mensajeros por todo el territorio ruso con la promesa de establecer una "igualdad total" entre todas las capas de la población, siguiendo el ejemplo de las comunidades de cosacos.
No obstante, a fines de 1670 las tropas de Razin fueron detenidas por ocho días en Simbirsk, donde las fuerzas de los boyardos, ya reforzadas, plantaron una feroz batalla. Las tropas cosacas estaban desorganizadas y el combate acabó en un triunfo de los boyardos y el casi exterminio de las fuerzas rebeldes, mientras Razin huía con los sobrevivientes hacia el sur. En 1671, la revuelta se extendió por toda la región meridional de Rusia. Ocho batallas más se entablaron antes de que la insurrección mostrara signos de debilitamiento, pero la desorganización de los cosacos les impidió aprovechar sus eventuales triunfos. 
Tras la derrota de Simbirsk, el prestigio de Stenka Razin se vio resentido. Incluso sus propios establecimientos en Sarátov y Samara se negaron a abrirle sus puertas por miedo a las represalias de los boyardos, y otros cosacos, sabiendo que además de hallarse en desventaja ahora el Patriarcado de Moscú había anatematizado a Stenka (por presión del zar), también se declararon contra él.
En 1671 Stenka, junto con su hermano Frol Razin, fue capturado en Kaganlyk, su fortaleza, y llevado a Moscú, donde, después de sufrir torturas y estando aún vivo, fue sometido a descuartizamiento hasta morir en la Plaza Roja.

## Canción
Stenka Razin es el héroe de una canción popular rusa (la letra es de Dmitri Nikoláievich Sadóvnikov (Дмитрий Николаевич Садовников), conocida por las palabras "Volga, Volga, mat' rodnáia" (Volga, Volga, madre querida /literalmente en ruso, nativa/). La canción fue dramatizada en una de las primeras películas rusas, filmada por Vasily Goncharov en 1908, titulada "Poñizóvaia Vólñitsa" (~ 10 minutos de duración). La melodía fue utilizada por Tom Springfield en la canción "The Carnival is Over" ("El Carnaval Terminó"), que en 1965 colocó al grupo musical "The Seekers" en la posición #1 en Australia y el Reino Unido.
| Palabras en ruso                                                                                        | Transliteración                                                                                                 | Versión en español |
| Из-за острова на стрежень, На простор речной волны, Выплывают расписные, Острогрудые челны.             | Iz-za óstrova na strezhen', Na prostor rechnói volný, Vyplyváiut raspisnýie, Ostrogrúdyie chelný.               | Desde la isla boscosa En el ancho y raudo río Orgullosamente navegaban Las barcazas cosacas.                                  |
| На переднем Стенька Разин, Обнявшись, сидит с княжной, Свадьбу новую справляет, Сам веселый и хмельной. | Na perédñem Sten'ka Razin, Obñiavshís', sidit s kñiazhnói, Svad'bu nóvuyu spravliáet, Sam vesiolyy i jmiel'nói. | A la delantera está Stenka Razin con su princesa a su lado, para la boda arreglada, y él alegre y borracho                    |
| Позади их слышен ропот: "Нас на бабу променял! Только ночь с ней провозился Сам наутро бабой стал"....  | Pozadí ij slyshen rópot: "Nas na babu promieñial! Tol'ko noch' s ñey provozílsia Sam na utro báboy stal"....    | Desde atrás viene un murmullo: "¡Nos cambió por una mujer! Pasó una noche con ella y a la mañana es mujer también."           |
| Этот ропот и насмешки Слышит грозный атаман, И могучею рукою Обнял персиянки стан.                      | Etot rópot i nasmieshki Slýshit gróznyy atamán, I mogúcheiu rukóyu Óbñial pérsiyanki stan.                      | Este murmullo y risas escucha el terrible atamán, Y con mano poderosa arrebató a la princesa persa.                           |
| Брови чёрные сошлися, Надвигается гроза. Буйной кровью налилися Атамановы глаза.                        | Brovi chórnyie soshlisia, Nadvigáietsia grozá. Buynoy króv'iu nalilisia Atamánovy glazá.                        | Sus espesas cejas se unieron, se prepara una tormenta; la sangre furiosa se agolpó en los ojos del atamán.                    |
| "Ничего не пожалею, Буйну голову отдам!" — Раздаётся голос властный По окрестным берегам.               | "Ñichevó ñe pozhaléiu, Buynu golovú otdam!" — Razdaiótsia gólos vlástnyy Po okriéstnym beregam.                 | "¡De nada tendré pena, Daré rienda a la furia!" Se escucha su voz poderosa Por la costa del lugar.                            |
| "Волга, Волга, мать родная, Волга, русская река, Не видала ты подарка От донского казака!               | "Volga, Volga, mat' rodnáia, Volga, rússkaia reká, Ñe vidala ty podarka Ot donskovo kazaká!                     | Volga, Volga, madre querida Volga, río ruso, Nunca viste regalo tal De un cosaco del Don.                                     |
| Чтобы не было раздора Между вольными людьми, Волга, Волга, мать родная, На, красавицу возьми!"          | Shtoby ne byló razdora Miezhdu vól'nymi liud'mí, Volga, Volga, mat' rodnáia, Na, krasávitsu voz'mí!"            | Para que no haya discordia entre gente libre Volga, Volga, madre querida He aquí, ¡toma a la princesa!                        |
| Мощным взмахом поднимает Он красавицу княжну И за борт ее бросает В набежавшую волну.                   | Móschnym vzmájom podñimáiet On krasávitsu kñiazhnú I za bort ieió brosáiet V nabiezhávshuiu volnú.              | Agarra con mano poderosa él a la bella princesa y por la borda la lanza a las raudas olas.                                    |
| "Что ж вы, братцы, приуныли? Эй, ты, Филька, чёрт, пляши! Грянем песню удалую На помин её души!.."      | "Shto zh vy, bratsy, priunyli? Ey, ty, Fil'ka, chiort, pliashí! Griáñem piesñiu udalúyu Na pomín ieió dushí!"   | "¿Qué les pasa, hermanos, tristes? Hey, tú, Filka, vamos, ¡danza! ¡Hagamos una canción atrevida en memoria del alma de ella!" |
| Из-за острова на стрежень, На простор речной волны, Выплывают расписные, Острогрудые челны.             | Iz-za óstrova na strezhen', Na prostor rechnói volný, Vyplyváiut raspisnýie, Ostrogrúdyie chelný.               | Desde la isla boscosa En el ancho y raudo río Orgullosamente navegaban Las barcazas cosacas.                                  |